# Сергей Солоух
Сергей Солоух (литературный псевдоним) — современный российский прозаик, номинировавшийся на премии «Большая книга», «Букер» и «Антибукер»; эссеист; переводчик; автор первой русскоязычной биографии американского музыканта Фрэнка Заппы и интернет-бюллетеня «ЗаппазУхОй»; автор многих статей и публикаций в журналах «Октябрь», «Русский журнал», «Знамя», «Дружба народов», «Новый мир».

## Биография
Родился 13 мая 1959 года в Ленинске-Кузнецком. По образованию горный инженер. В разные годы научный сотрудник, доцент в институте, системный администратор, начальник информационного отдела в банке, технический директор компании оператора связи, менеджер по логистике транснациональной машиностроительной компании. Женат, имеет двоих дочерей.

## О творчестве
Проза Сергея Солоуха занимает в современной литературе отдельное, особое место. У него, одного из немногих, «как» превалирует над «что». Страстная ненависть к «совку», пронизывающая «Клуб одиноких сердец…», могла бы вызвать раздражение как пример безопасной борьбы с прошлым; «Картинки» могли бы показаться бессодержательными и скучноватыми — но этого не происходит, поскольку у Солоуха торжествует слово и торжествует ритм. Читатель, доверясь автору, забывает о своих сомнениях. Доверие вызывает владение искусством прозы, а сотканная Сергеем Солоухом словесная ткань блестит и переливается всеми красками, влечет и манит, захватывает и долго не отпускает.— Андрей Урицкий

Замечательный писатель Сергей Солоух. К нему как-то сразу проникаешься симпатией. К тому же он оригинален. У него совершенно особенная манера письма. В нем нет казённой литинститутской замусоленности, советской писательской выучки. По чувству стиля, изяществу языка, ритму фразы, тонкой лиричности он явно выделяется в современной прозе.— Николай Александров

Солоух стоит премии: его книги — это прекрасная, выверенная, стилистически безупречная проза.— Лиза Биргер

Когда я думаю о Сергее Солоухе, на меня неизменно накатывает волна оптимизма; надо быть уж совсем круглым дураком, чтобы не понимать, что такой писатель мог быть дан только великому народу!— Роман Лейбов

Основным конфликтом во всех произведениях писателя является столкновение личности и общества. Весь мир у Солоуха поделен на две принципиально несоединимые части — на мир обывателей и мир мечтателей. Этот типичный для романтизма конфликт в основном оформлен как противостояние отцов и детей. Симпатии писателя целиком и полностью принадлежат детям. Почему-то все время у него получается так, что дружба, любовь, да и просто бескомпромиссная увлеченность остаются за порогом двадцатилетия. Взрослость начинается с предательства. Именно поэтому такими важными становятся для автора переживания детей и подростков, которые Солоух описывает с поистине поэтическим увлечением.— Анна Голубкова

«Шизгара» — роман-миф, едва ли не единственное подлинно эпическое произведение в русской литературе 90-х и, уж точно, один из лучших памятников поколению, которому западные рок-хиты заменили и государственный гимн, и фольклор.— Михаил Эдельштейн

 «Это первый роман из цикла „южносибирских“ историй Сергея Солоуха и первая оригинальная попытка в традиционном жанре представить групповой портрет своего собственного вызывающе нетрадиционного поколения, юность которого пришлась на золотую середину семидесятых. Создать своего рода эпическое полотно, стиль которого адекватно выражает стиль самой жизни этих „гадких детей“, холодно отвергающих мораль „суетливых предков“ и признающих исключительно „кайф-облом-кайф“ как единственную формулу своего существования. Детей, смешных возможно, ныне не одной уже только всеведущей судьбе».

«Какая „Свобода“, если речь о 197… годе!» — готов воскликнуть в тон одноименному персонажу Н. Г. Чернышевского наш вполне проницательный читатель. Но рецензент не оговорился. «Шизгара» — роман о том, как «вдруг» пропала свобода, которую славные (и не слишком) тинейджеры начала семидестых считали данностью…"— Андрей Немзер

«Я здесь другое вижу: за тотальной иронией и желчным сарказмом, за идиотской ухмылкой и итээровским ёрничанием — боль, страх и жалость ко всем „несчастненьким“. И слышу безмолвный, детский, почти заячий крик, перекрываемый воплями „шизгары“: что сделали с нашей страной, с нашей Сибирью не ставшей Америкой и не оставшейся Россией? Зачем? За что? И осенит ли когда-нибудь Божья Благодать это веселое „языческое племя“…»— Евгений Попов

«Это роман о попытке бегства от серой советской действительности, роман о стремлении к свободе и обреченности бунта. Это роман о поколении рок-н-ролла».— Андрей Урицкий

«Сегодня я хочу порекомендовать нашим слушателям роман Сергея Солоуха „Шизгара“, выпущенный издательством „Время“ в книжной серии с многозначительным названием „Самое время!“. Именно этим романом Сергей Солоух некогда обратил на себя внимание и литературных критиков, и читателей. Время действия — пресловутые „годы застоя“, герои — те, кого сейчас называют тинейджерами, а в те баснословные года называли (вполне справедливо) „трудными подростками“. Вот как сам Сергей Солоух с ностальгической иронией описывает эту разновидность советских людей:»Поколение автора, беззаботное поколение детей with eyes turned within верило в мечту. В некое всеобщее счастье, кайф, если угодно праздник. И знаете, во-первых, смеяться над несчастными нехорошо, а во-вторых, на самом деле тогда, в безоблачной середине семидесятых, некий всеобщий и вечный праздник, казалось вот-вот в самом деле наступит. Праздник желания. Он был здесь, тут, не за горами, за углом, этот волшебный день, когда оковы тяжкие падут и свободный полет желания к единственной достойной цели — всеобщему и полному удовлетворению — не потревожит, не оборвет ни занудливый папаша, ни истеричная мамаша".Я думаю всем, кто интересуется современной русской словесностью, следует обратить внимание на роман Сергея Солоуха «Шизгара», выпущенный издательством «Время».— Тимур Кибиров,радио Культура

«Самая мерзкая часть тела» — одна из самых странных книг в нашей прозе последних лет, приведшая в замешательство даже высоких профессионалов из букеровского жюри. Дело в том, что писатель решил опытным путём выяснить степень зависимости содержания от формы — и как истинный естествоиспытатель поставил эксперимент на себе. Для этого он переписал свой же предыдущий роман, радикально упростив синтаксис. Эксперимент принес свои плоды — оказалось, что новая форма провоцирует изменения некоторых сюжетных линий, да и герои начинают вести себя несколько по-иному— Михаил Эдельштейн

«Принято думать, что жизни в Америке нет. Культурная Сахара, в которой любое млекопитающее — верблюд. Невыразимо скучное жвачное.

„Паппа Заппа“ — книга, опровергающая это расхожее убеждение. Оказывается, трехтысячеверстная гармошка, на которой наяривают два океана — Атлантический и Тихий, может рождать гармонию. А если не само прекрасное совершенство, то будущих творцов её. Ну, например, такого гения ушедшего двадцатого столетия, как композитор Фрэнк Винсент Заппа (1940—1993).
Биография этого стопроцентного американского уникума, рассказанная Сергеем Солоухом, уже только поэтому произведение оптимистического жанра. Что само по себе не плохо в эпоху, когда из всего набора путеводных звезд в наличии лишь хвост Большой Медведицы. И то лишь в краткие часы внезапных перебоев с подачей электричества.
Когда же загораются лампы и небо вновь становится черным, история жизни и творчества ФВЗ из сферы поэтической, ведет читателя в сугубо прагматическую. Потому, что поразительный успех истинного художника и творца в индустриальном обществе рисуется, не столько следствием чуда, неповторимого стечения обстоятельств, сколько системы и подхода.
Фрэнк Винсент Заппа, как и подобает, соотечественнику, Форда и Эдисона, подарил человечеству не только бессмертные артефакты, но заодно с продуктом и чудный метод его воспроизводства. Великий и поучительный пример того, как не рынок употребляет творца, а творец товарно-денежные отношения, чтобы всю свою жизнь быть удивительно свободным, веселым и независимым. На зависть всем.
Такая вот прекрасная американская американистость, секрет феномена ФВЗ, о котором нам рассказывает Сергей Солоух. И что особенно приятно, хорошим русским языком».

Но выделим апологетический очерк-миф Сергея Солоуха «Одна любовь, один проект». Это про метро.— Инна Булкина

Юбилейная книга-альбом «Метрогипротранс. 70 лет — одна любовь, один проект» написана живым, неофициозным языком, не в ущерб информативности, местами со своеобразной метросамоиронией. Для автора текста Сергея Солоуха «Метростроевский синтаксис — чистая радость от разбора предложения». Сама книга, впрочем, дает лишь основы такого внутреннего, имеющего свои функциональные проблемы метросинтаксиса, в большей степени являясь пособием по метрограмматике и метроморфологии. "Шестьдесят тысяч человек и сорок восьмивагонных пар поездов в час пик от «Серпуховской» до «Новослободской». Это линия на карте. Анфас. Но у неё есть второе измерение. Вертикальный профиль. Если ось трассы и план чертятся с любовью, где человек прошел, оставил след (там пусть поедет и помчится!), вид сбоку формируется уже в споре с водой и камнем. По геологическим показаниям. Радуга слоев буровой колонки и спектр ледникового коктейля определяют границы возможного и невозможного. А поскольку последнего нет и не может быть — то еще и цену удовольствия. Чем она выше, тем больше азарт. Мелочиться — не в характере восточных славян. Поэтому весь мир и смотрит с завистью и изумлением на наши строительные правила и нормативы. Закругления должны быть плавными (радиус 600 метров), подъемы и спуски незаметными (не более сорока пяти промилле).— Александр Люсый, Знамя

## Творчество

### Рассказы
- 1982 — «Обыкновенная история», «Уже март», «Желаю счастья», «Тоска в окне». "Московский комсомолец"
- 2000 — «Картинки» (книга рассказов) — СПб.: Геликон-плюс, 2000. — 88 с.
- 2002 — «Разное» (сборник рассказов в составе книги «Клуб одиноких сердец унтера Пришибеева» М.:ОГИ, 2002).
- 2008 — «Обыск» Franc-Tireur USA, 2008.  — 30 с
- 2008 — «Естественные науки» (книга рассказов) — М.: Время, 2008. — 288 с.
- 2019 — «Sciences naturelles» (Soloükh, Sergueï. Sciences naturelles.  Traduit du russe par Christine Zeytounian-Beloüs). — Paris: Ginkgo, 2019. — 150 p.

### Романы
- 1993 — «Шизгара или незабвенное сибирское приключение» — «Волга», 1993, № 6-9.
- 2005, 2013 — «Шизгара» (переиздание) — М.: Время, 2005. — 640 с. — Franc-Tireur USA, 2013 — 475 с
- 1996, 2002, 2012 — «Клуб одиноких сердец унтера Пришибеева», поэма — Кемерово: Изд-во «Кузбасс», 1996. — 207 с.; М.:ОГИ, 2002. — 320 с. — Franc-Tireur USA, 2013 — 343 с
- 2004, 2013 — «Самая мерзкая часть тела», книжка-раскраска — СПб.: Геликон-плюс, 2004. — 256 с. — Franc-Tireur USA, 2013 — 295 с
- 2011, 2013 — «Игра в ящик» — М.: Время, 2011. — 672 с.— Franc-Tireur USA, 2013 — 577 с
- 2016 — «Рассказы о животных» — М.: Время, 2016. — 215 с.
- 2021  — «Love International» — М.: Эксмо,  2021.  —  352  с.
- 2023  — «Love International». Новая редакция — NYC.: Lulu, 2023.  —  220  с.
- 2025 — «La plus moche partie du corps». (Soloükh, Sergueï. La plus moche partie du corps.Traduit du russe par Paul Lequesne) — Paris:.Ginkgo Eds, 2025. —  320  с.

### Публицистика
- 1997, 2008 — «Паппа-Заппа» — Кемерово, 1997; СПб.: Геликон-плюс, 2008—472 с.
- 2003 — «Метрогипротранс. 70 лет — одна любовь, один проект» — М.:Изд-во Артемия Лебедева, 2003.—  206 с.
- 2012 — «Ушки» — Franc-Tireur USA, 2012 — 395 с.
- 2013 — «Ярослав Гашек. „Похождения бравого солдата Швейка”. Комментарии к русскому переводу.» — Franc-Tireur USA, 2013 — 593 с.
- 2015 — «Комментарии к русскому переводу романа Ярослава Гашека "Похождения бравого солдата Швейка"»  — М.: Время, 2015. — 832 с
- 2015 — «Комментарии к русскому переводу романа Ярослава Гашека "Похождения бравого солдата Швейка"» — М.: Время, 2015. 2-е издание., испр. и доп.— 862 с.
- 2018 — «Комментарии к русскому переводу романа Ярослава Гашека "Похождения бравого солдата Швейка"» — М.: Время, 2019. 3-е издание., испр. и доп.— 912 с.
- 2019 — «Гашек-гештальт или Швейко-терапия» — Franc-Tireur USA, 2019. — 188 с.
- 2020 — «Комментарии к русскому переводу романа Ярослава Гашека "Похождения бравого солдата Швейка"» — Lulu Press, 2020. 4-е издание., испр. и доп.— 694 с.
- 2022 — «Никому ни за что ничего не будет: Ярослав Гашек и Ярмила Майерова. История любви» — М.: Пальмира, 2022. — 141 с
- 2022 — «Nikdо za nic nedostane. Jaroslav Hašek a Jarmila Mayerová. Příběh lásky» — NYC.: Lulu, 2022. — 138 s.
- 2023 — «Nikdо za nic nedostane. Příběh lásky Jaroslava Haška a Jarmily Mayerové» — Praha.: Galén, 2023. — 160 s.

### Стихи
- 2024 — «Шесть штук» — "Волга" № 9-10, 2024.

### Переводы
- 2022 — Вацлав Хаб. «Мариинск» — "Новый мир", №12, 2022.
- 2023 — Йозеф Мнехура. «Разведчики у Казани» — "Волга", №11-12, 2023.
- 2024 — Адольф Земан. «Сестра милосердия» — "Новый мир", № 2, 2024.
- 2024 — Адольф Земан. «Васил Иннокентьевич» — "Нева", № 3, 2024.
- 2024 —  Йозеф Йиржи Швец. «Дневник полковника Швеца» — "Урал", № 4, 2024.
- 2024 —  Kde domov můj : Сборник чешских литературных материалов о Первой мировой и русской Гражданской / Сост., пер. с чеш. и коммент. С. Солоуха. — М. ; СПб. : «Т8 Издательские Технологии» / «Пальмира», 2024. — 661 с. — (Серия «Пальмира — классика»)

### Эссе
- 2018 Как я не стал буржуем.

### Аудиокниги.
- 2024 Два цикла рассказов. "Картинки и Разное". Читает автор
- 2024 "Love International". Новая редакция. Читает автор

### Разное
- 2017 Ответы на вопросы журнала "Эсквайр".

## Награды и номинации
- 1983, «Московский комсомолец» — премия за лучший юмористический рассказ года;
- 1992, номинация, Букеровская премия — роман «Шизгара или незабвенное сибирское приключение»;
- 1997, лонг-лист, Букеровская премия — «Клуб одиноких сердец унтера Пришибеева»;
- 1998, шорт-лист премии «Анти-Букер» — «Клуб одиноких сердец унтера Пришибеева»;
- 2000, шорт-лист премии «Анти-Букер» — «Картинки»;
- 2002, номинация на премию Аполлона Григорьева — сборник рассказов «Разное»;
- 2001, лонг-лист, Букеровская премия — книжка-раскраска «Самая мерзкая часть тела».
- 2021, лонг-лист премии Национальный бестселлер — «Love International»
- 2022 лонг-лист премии Большая книга — «Никому ни за что ничего не будет: Ярослав Гашек и Ярмила Майерова. История любви».

Лауреат премии имени Юрия Казакова за лучший рассказ года:
- 2003 — «Метаморфозы» — «Знамя», 2003, № 12.
- 2004 — «Свет» — «Октябрь», № 8, 2004
- 2005 — «Окисление» — «Новый мир», 2005, № 9.

Роман «Игра в ящик» (издательство «Время») вошел в «Список финалистов» шестого сезона литературной премии «Большая книга» (2012).
Роман «Рассказы о животных» (издательство «Время») вошел в «Список финалистов» десятого сезона литературной премии «Большая книга» (2016).
Сборник публицистики и эссе «Ушки» (Franc-Tireur, USA) получил премию «Серебряная пуля» (2012).
Премия журнала "Новый мир" по итогам 2022 года за повесть "Никому ни за что ничего не будет" и перевод с чешского повести Вацлава Хаба "Мариинск"

## Избранная критика
- Николай Александров.  "Картинки" Сергея Солоуха // «Дружба народов». — 2000.
- Александр Уланов. Изменение мифа (О книге Сергея Солоуха «Метрогипротранс. 70 лет — одна любовь, один проект») // «Русский журнал». — 2003.
- Лев Данилкин.  Сергей Солоух «Шизгара» // «Афиша». — 2003.
- Мария Бушуева.  Песни мёртвой империи: изящный роман о предательстве (Клуб одиноких сердец унтера Пришибеева) // «Регнум». — 2019
- Анна Голубкова. Птицы ничего не боятся (О книге Сергея Солоуха «Естественные науки») // «Новый мир». — 2009. — № 4.
- Андрей Немзер.  Доигрались  О новом романе Сергея Солоуха // «Московские новости». — 2009. — № 4.
- Александр Чанцев. Сергей Солоух. Ушки. USA, «Franc-Tireur»  // «Новый мир». — 2012. — № 6.
- Владимир Березин. Служитель культа (Сергей Солоух. «Комментарии к русскому переводу романа Ярослава Гашека») // «Новый мир». — 2015. — № 8.
- Леонид Юзефович. Писатель Леонид Юзефович дает советы, что почитать (О книге Сергея Солоуха «Рассказы о животных») // «Собака». — 2016.
- Станислав Секретов. Тем больше я люблю собак (О книге Сергея Солоуха «Рассказы о животных») // «Знамя». — 2017. — № 3.
- Михаил Эдельштейн. «Игра в ящик» — ключевой русский роман XXI века // «Афиша». — 2017.
- Сергей Самойленко. Фасеточный роман // «FB». — 2021.
- Илона Шевцова. Обзор  номера 3 журнала  "Новый мир" за 2022 год (Никому ни за что ничего не будет)  // «Печорин». — 2022.